# Критски муслимани
Критски муслимани (грч. Τουρκοκρητικοί ) или Критски Турци били су муслимански становници острва Крит. Њихови потомци су се углавном населили у Турској, острвима Додеканез под италијанском управом, Сирији, Либану, Палестини, Либији и Египту.
Критски муслимани су били потомци етничких Грка који су прешли на ислам након османског освајања Крита у седамнаестом веку. Они су се идентификовали као грчки муслимани, а неки Грци хришћани су их називали „Турцима“ због њихове вере; с не због њиховог етничког порекла. Ова висока стопа локалног преласка на ислам била је слична оној у Босни и Херцеговини, Албанији, деловима западне Северне Македоније и Бугарској; можда чак и јединствено висока стопа преобраћења, а не имиграната. Грчки муслимани Крита наставили су да говоре критским грчким дијалектом. Мешовити бракови и прелазак на ислам произвели су групу људи званих Туркокрићани; етнички Грк, који је прешао (или се претварао да је прешао) на ислам из различитих практичних разлога. Извештаји европских путника бележе да 'Турци' са Крита углавном нису били турског порекла, већ су били критски преобраћеници из православља."
Насиље током 19. века довело је до тога да многи муслимани напусте Крит, посебно током Критске побуне (1897–1898), и након једностране декларације Крита о унији са Грчком 1908. Коначно, након грчко-турског рата 1919–1922. и Турског рата за независност, преостали муслимани Крита су принудно "размењени" за грчке хришћане Анадолије према условима Споразума из Лозане (1923).
У свим периодима, већина критских муслимана је говорила грчки користећи критски грчки дијалект, али језик администрације и престижни језик вишег слоја муслиманске градске заједнице био је османски турски. У народној традицији, међутим, критски грчки се користио да изрази муслимански „исламски сензибилитет“. Данас се највећи број потомака Туркокрићана налази у Ајвалику. Они који су напустили Крит крајем 19. и почетком 20. века населили су се углавном дуж турске обале Егеја и Средоземног мора. Поред Ајвалика и острва Џунда, населили су се у Измиру, Чукурову, Бодруму, Сидеу, Мудањи, Адани и Мерсину.

## Историја
Почевши од 1645. године, Османско царство је постепено преузимало Крит од Венецијанске републике, која је њиме владала од 1204. У коначном великом поразу, Кандија (савремени Ираклион) је пала у руке Османлија 1669. (иако су нека приобална острва остала венецијанска до 1715.) Крит је остао у саставу Османског царства до 1897. године.
Пад Крита није био праћен приливом муслимана. У исто време, многи Крићани су прешли на ислам – више него у било ком другом делу грчког света. За то су давана разна објашњења, укључујући прекид рата, могућност добијања тимара (за оне који су у рату прешли Османлијама), латинско-православни раздор, избегавање пореза. Муслимани су имали слободу кретања и имали су право да се придруже плаћеној милицији (којој су и Крићани тежили под влашћу Венеције). Тешко је проценити пропорцију становништва која је постала муслиманска, пошто османски порески записи рачунају само хришћане: процене се крећу од 30 до 40%. До касног 18. века, чак 30% острвљана је можда било муслиманско. Муслиманско становништво је опадало током 19. века, а до последњег османског пописа, 1881. године, муслимани су чинили само 26% становништва, концентрисани у три велика града на северној обали, и у Монофаци.
| Година    | 1821 | 1832 | 1858 | 1881 | 1900 | 1910 | 1920 | 1928 |
| --------- | ---- | ---- | ---- | ---- | ---- | ---- | ---- | ---- |
| Муслимани | 47%  | 43%  | 22%  | 26%  | 11%  | 8%   | 7%   | 0%   |

Људи који тврде да потичу од критских муслимана и данас се налазе у неколико муслиманских земаља, а углавном у Турској.
Између 1821. и 1828. године, током грчког рата за независност, острво је било поприште поновљених непријатељстава. Већина муслимана је протерана у велике утврђене градове на северној обали, а и муслиманско и хришћанско становништво острва претрпело је тешке губитке, због сукоба, куге или глади. Око 1830. године, Крит је био осиромашено и заостало острво.
Пошто османски султан Махмуд II није имао своју војску на располагању, био је приморан да потражи помоћ свог побуњеног вазала и ривала, Али-паше из Египта, који је послао трупе на острво. Почевши од 1832. године, острвом је две деценије управљао Мустафа Најли-паша, чија је владавина покушала да створи синтезу између муслиманских земљопоседника и новонасталих хришћанских трговачких класа. Његова владавина је углавном била опрезна, пробританска, и више се трудио да придобије подршку хришћана (оженивши ћерку свештеника и дозволио јој да остане хришћанка) него муслимана. Међутим, 1834. године у Атини је већ био основан Критски комитет који је радио на уједињењу острва са Грчком.
Године 1840. Хенри Џон Темпл, британски премијер, је присилио Египат да врати Крит под директну османску власт. Мустафа Најли-паша је безуспешно покушавао да постане полу-независан принц, али су Крићани устали против њега, поново терајући муслимане да привремено опсаде градове. Англо-османска поморска операција повратила је контролу на острву и Мустафа Најли-паша је потврђен за гувернера, иако под командом из Истанбула. На Криту је остао до 1851. године када је позван у престоницу, где је у релативно поодмаклим годинама наставио успешну каријеру.
На острву су избиле верске тензије између муслимана и хришћана, а хришћанско становништво Крита се два пута побунило против османске власти (1866. и 1897. године). У устанку 1866. побуњеници су у почетку успели да преузму контролу над већим делом залеђа, иако су као и увек четири утврђена града на северној обали и јужни град Јерапетра остала у рукама Османлија. Османски приступ „критском питању“ био је да, ако Крит буде изгубљен, следећа линија одбране би морали да буду Дарданели, као што је касније и био случај. Османски велики везир, Мехмед Емин Али-паша, стигао је на острво у октобру 1867. године и покренуо поновно освајање острва од округа до округа, након чега је уследило подизање локалних тврђава широм острва. Што је још важније, осмислио је органски закон који је критским хришћанима дао једнаку (у пракси, због њиховог супериорног броја, већине) контролу над локалном администрацијом. У време Берлинског конгреса у лето 1878. дошло је до даљег устанка, који је брзо заустављен успостављањем Пакта из Халепа.
Крит је постао полунезависна парламентарна држава у оквиру Османског царства под грчким православним гувернером. Један број старијих „хришћанских паша“, укључујући Фотијадес пашу и Адосидес пашу, владао је острвом 1880-их, председавајући парламентом у којем су се либерали и конзервативци борили за власт. Спорови између њих довели су до даље побуне 1889. и колапса аранжмана Пакта из Халепе. Међународне силе су дозволиле отоманским властима да пошаљу трупе на острво и заведу ред, али је султан Абдул Хамид II искористио прилику да острвом завлада ванредним стањем. Ова акција довела је до међународног симпатија према критским хришћанима и до губитка било каквог преосталог пристанка међу њима на наставак османске владавине. Када је у септембру 1895. почела мала побуна, брзо је измакла контроли и до лета 1896. османске снаге су изгубиле војну контролу над већим делом острва. Нова побуна која је почела 1897. довела је до рата између Грчке и Османског царства. Велике силе су послале мултинационалне поморске снаге, Међународну ескадрилу, на Крит у фебруару 1897. године, а до краја марта 1897. зауставиле су операције критских устаника и грчке војске против Османлија на Криту присиљавајући грчку војску да напусти острво. Силе су бомбардовале побуњеничке снаге, постављале морнаре и маринце на обалу и успостављале блокаду Крита и кључних лука у Грчкој. У међувремену, виши адмирали Међународне ескадриле формирали су „Адмиралски савет“ који је привремено управљао Критом до разрешења Критског устанка, а Савет Адмирала је на крају одлучио да Крит постане аутономна држава у оквиру Османског царства. Након насилних побуна критских муслимана против критских хришћана и британских окупационих снага 6. септембра 1898. (25. августа према јулијанском календару који је тада био у употреби на Криту, који је био 12 дана иза модерног грегоријанског календара током 19. века), Савет адмирала наредио је свим османским снагама да напусте Крит, а последња од њих је евакуисана 6. новембра 1898. Долазак принца Ђорђа од Грчке и Данске 21. децембра 1898. као првог високог комесара аутономне Критске државе, иако је још увек била под влашћу султана, ефективно је одвојила Крит од Османског царства.
Муслиманско становништво острва је драматично опало због ових промена, при чему су многи емигрирали у друге делове Османског царства. Од лета 1896. до краја непријатељстава 1898. Критски муслимани су остали под опсадом у четири приобална града, где су се догодили масакри над њима. Уследили су каснији таласи емиграције како се острво у етапама спајало са Грчком. Критски посланици су 1908. прогласили унију са Грчком, која је била међународно призната након Балканских ратова 1913. Према Лондонском уговору, султан Мехмед V одрекао се својих формалних права на острво. Критски муслимани који су још увек остали били су приморани да напусте Крит због размене становништва између Грчке и Турске 1923. У Турској су неки потомци овог становништва наставили да говоре облик критског грчког дијалекта до недавно.

## Култура
Турци на Криту су произвели разнолик књижевни опус, што је једног истраживача навело да дефинише „критску школу“ која броји двадесет и једног песника који су еволуирали у оквиру османске диванске поезије или турске народне књижевности, посебно у 18. веку. Различите теме обилују радовима ових књижевника, одражавајући динамику културног живота на острву.
Пример ове традиције могу се уочити у стиховима испод Гиритли Сири-паше (1844–1895) које су свакако биле упућене његовој супрузи, песникињи-композиторки Лејли Саз, која је и сама истакнута личност турске књижевности и турске класичне музике: 
Fidânsın nev-nihâl-i hüsn ü ânsın âfet-i cânsın

Gül âşık bülbül âşıkdır sana, bir özge cânânsın
Недавно је велики број књига које су написали потомци критских муслимана у облику романсираних породичних дела са сценама смештеним на Криту и у Анадолији доживели дан на турском тржишту књига. „Критиму“ Сабе Алтинсаја и трилогија Ахмета Јорулмаза први су дали пример у овом потезу. Постоје чак и породична дела које је написао критски муслимански писац Мустафа Олпак, чије биографије у ретроспективи са обала Истанбула, Крита и Кеније прате његове дедове који су првобитно доведени у Османско царство као робови на Крит.
Студија једног грчког истраживача броји шест критских муслимана који су се бавили музиком на критском грчком дијалекту. Крићани су са собом у Турску донели музичку традицију коју су делили са критским хришћанима:
Један од значајних аспеката Гиритли културе је да се овај исламски — често бекташијски — сензибилитет изражава кроз грчки језик. [Дошло је] до неке забуне око њиховог културног идентитета, а често се претпоставља да је њихова музика некако више „турска“ него „критска“. По мом мишљењу ова претпоставка је прилично погрешна...

### Турска
Међу таласима имиграције са Крита и одговарајућим обрасцима понашања могу се уочити нијансе. Крајем 19. века муслимани су побегли од одмазде да би нашли уточиште на данашњој територији Турске или шире. Током 1910-их, са распадом Критске државе, која је муслиманској заједници острва признала одговарајући статус, многи други су отишли. Грчко-турски рат (1919–22) и размена становништва која је уследила је последње поглавље међу основним узроцима који су обликовали ове нијансе.
Међу доприносима који су критски муслимани дали турској култури уопште, треба поменути њихове посебне кулинарске традиције засноване на конзумирању маслиновог уља и изненађујуће широког спектра биља и других биљних сировина. Иако својим сународницима сигурно нису упознали маслиново уље и зачинско биље, критски муслимани су увелико проширили знање и утрли пут за разноврснију употребу ових производа. Њихова склоност ка биљу, од којих би се нека могла сматрати необичним, такође је била извор неких шала. Ланац ресторана Гиритли у Истанбулу, Анкари и Бодруму, и ресторани критска кухиње у Измиру су индикативне референце у овом погледу. Повремено, иако неадекватна брига власти су показале и у првим годинама Турске Републике за насељавање критских муслимана на локалитетима где су пронађени виногради које су оставили преминули Грци, јер је овај капитал морао бити изгубљен у рукама култиватора без претходног знања о виноградарству. У области поморске индустрије, пионир изградње чамаца који је постао огромна индустрија у Бодруму у наше време, Зиа Гувендирен је био критски муслиман, као и многи његови бивши шегрти који су и сами постали мајстори бродоградитељи и који имају седиште у Бодруму или Гуљуку данас.
Свеукупни образац улагања у стручност и успех остаје изванредан међу критским муслиманима, што потврђују позната имена у наставку. Међутим, са родним улогама и друштвеним променама које су почињале из различитих основа за критске муслимане, прилагођавање „отаџбини“ није се увек одвијало без бола, укључујући и подвргавање увредама као у другим случајевима који укључују усељавање људи. Према Питеру Лојзосу, често су гурани у најсиромашнију земљу: По доласку су их накратко прослављали, јер су се 'Турци' 'враћали' у срце Турске... попут малоазијских хришћана који желе да се населе на земљи у северној Грчкој, муслиманске избеглице су откриле да су локални људи, понекад владини званичници, већ окупирали најбоље земљиште и куће.
 Исти аутор приказује слику у којој нису делили „османско схватање одређених заната и заната као ниског статуса“, па су им биле отворене више предузетничке могућности. Као и други који нису говорили турски, страдали су током акције „Грађани говоре турски!“ кампања која је почела 1928. „Арапи, Черкези, муслимани Крита и Курди у земљи били су мета јер не говоре турски. У Мерсину, на пример, 'Курди, Крићани, Арапи и Сиријци' су кажњени зато што говоре језике који нису турски.“. У сажетом преводу књиге о Бодруму коју је направио Лојзос, наводи се да се чак 1967. Крићани и 'локални Турци' нису мешали у неким градовима; наставили су да говоре грчки и углавном су се венчавали са другим Крићанима.

## Дијаспора
Данас се процењује да живи око 7.000 критских муслимана у Триполију у Либану и око 3.000 у Ал Хамидији у Сирији. Већина њих су муслимани критског порекла. Записи сугеришу да је заједница напустила Крит између 1866. и 1897. године, након избијања последњег Критског устанка против Османског царства, којим је окончан грчко-турски рат 1897. године. Султан Абдул Хамид II пружио је критским муслиманским породицама које су побегле са острва уточиште на левантинској обали. Ново насеље је добило име Хамидије по султану.
Многи критски муслимани Либана су донекле успели да сачувају свој идентитет и језик. За разлику од суседних заједница, они су моногамни и сматрају развод брака срамотом. Њихова заједница је била блиско повезана и потпуно ендогамна све до грађанског рата у Либану, када су многи од њих били приморани да мигрирају, а заједница је распршена.
Критски муслимани чине 60% становништва Ал Хамидије. Заједница је веома забринута за одржавање своје културе. Познавање говорног грчког језика је изузетно добро.